# 森重樹 (実業家)
森 重樹（もり しげき、1958年（昭和33年）7月22日 - ）は、日本の実業家。
日本板硝子取締役代表執行役社長兼最高経営責任者、板硝子協会会長、ニューガラスフォーラム副会長。

## 人物・経歴
兵庫県神戸市出身。1981年神戸大学法学部卒業、日本板硝子入社。エヌエスジー関東代表取締役社長、日本板硝子ビルディングプロダクツ代表取締役社長等を経て、2010年から日本板硝子建築ガラス事業部門英国・南欧製造・加工・販売部門長としてイギリスに駐在。2012年上席執行役員建築ガラス事業部門アジア事業部日本統括部長に昇格。
2015年に日本板硝子取締役代表執行役社長兼CEOに昇格。藤本勝司前会長らの旧体制の負の遺産による経営悪化からの再建にあたり、2017年にはジャパン・インダストリアル・ソリューションズ及びUDSメザニンファンドによる400億円の増資を行った。板硝子協会副会長、ニューガラスフォーラム副会長等も歴任した。2019年板硝子協会会長。